# Louise Attaque
Louise Attaque (Луі́з Атта́к; укр. Луїза атакує)— це французький рок-гурт, утворений в 1994 році у Парижі.

## Історія

### Формування
Два шкільних товариша-меломана Гаетан Руссель (вокал, гітара) та Робін Фе (бас) вирішили створити власний гурт. Після закінчення школи в своєму рідному Монтаржи, вони вирушають до Парижу, де до них пізніше приєднався барабанщик Александр Марграфф. Тріо отримало назву Caravage (змінене прізвище італійського художника Караваджо). Під час запису у студії вони познайомилися зі скрипалем з Арно Самюель, який також став членом колективу.

### Успіх
У 1994-му квартет змінює назву на "Louise Attaque" (Луіза атакує), на честь французької поетеси та революціонерки XIX-го століття Луїзи Мішель.
Дебютний, однойменний альбом був випущений в квітні 1997 року і отримав схвальні відгуки критиків. Продюсером запису став фронтмен гурту "Violent Femmes" Гордон Гано. Незважаючи на мляву медійну розкрутку на радіо, популярність колективу швидко зростала. Особливої похвали, Louise Attaque отримали за свою інноваційну скрипку на основі фолк/рок-композицій і дотепну лірику пісень. Дебютник був проданий тиражем 2,5 мільйона копій у Франції, що є абсолютним рекордом для французьких рок-альбомів. Тим часом, музиканти, вирушили на тривалі гастролі виступаючи як на великих майданчиках так і у маленьких клубах. Фінальні аншлагові концерти відбулися на головному концертному майданчику Парижу - концертному залі Le Zenith. На додачу, у 1999 році, Louise Attaque отримали нагороду "Гурт року" престижної музичної премії "Victoire de la musique" (його називають французьким Греммі)
Для запису наступного альбому знадобилося майже три роки. Другий лонг-плей Comme on a dit був випущений 18 січня 2000 року,  продюсером знову став Гордона Гано. Альбом був проданий тиражем 700 000 копій у Франції і отримав нагороду "Рок-альбом року" на церемонії "Victoire de la musique" у 2001 році.

### Розпад та подальше возз'єднання
Після тривалих гастролей, які розтягнулися на п'ять місяців, учасники колективу вирішують розпустити колектив і зайнятися окремими проектами.
Фактично, у 2001-му році, Louise Attaque розділилися на дві різні групи. Фронтмен Гаетан Руссель і скрипаль Арно Самуель заснували гурт Tarmac, в той час як басист Робін Фе і барабанщик Александр Марграфф організували колектив, який отримав назву Ali Dragon. Творчість Tarmac продовжували грати акустичну музику, у той час як Ali Dragon співпрацювали з андерграудними виконавцями і експериментували з такими стилями як електро та хіп-хоп.
Ці творчі пошуки тривали недовго, і у 2003 році четверо учасників групи возз'єдналися. Над записом свого наступного альбому музиканти вирушили до Нью-Йорка, де працювали у Electric Lady Studios. Третій альбом отримав назву À plus tard crocodile і вийшов у вересні 2005 року. Назва має посилання на рок-н-ролу пісню 50-х років "See You Later, Alligator". Критиками, новий запис, був сприйнятий як відхід від попередніх робіт Louise Attaque, з більш легким і різноманітним змістом. Роком пізніше, на церемонії "Victoire de la musique", нова платівка здобула нагороду у номінації "Поп/рок-альбом року". У листопаді 2006 виходить концертний DVD Y a-t-il quelqu'un ici ?!. Разом з гуртами Têtes Raides та Violent Femmes, Louise Attaque організовує фестиваль в Берсі.

## Учасники
- Гаетан Руссель (Gaëtan Roussel) - вокал, гітара, лірика.
- Арно Самюель (Arnaud Samuel) - скрипка.
- Робін Фе (Robin Feix) - бас-гітара.
- Александр Марграфф (Alexandre Margraff) - барабанщик.

## Нагороди
| Рік  | Нагорода               | Категорія                                     |
| ---- | ---------------------- | --------------------------------------------- |
| 1999 | Victoire de la musique | Гурт року — «Louise Attaque»                  |
| 2001 | Victoire de la musique | Рок-альбом року — «Comme on a dit»            |
| 2006 | Victoire de la musique | Поп/рок-альбом року — «À plus tard crocodile» |

## Дискографія

### Альбоми
- 1997 :: Louise Attaque
- 2000 :: Comme on a dit
- 2005 :: À plus tard crocodile

Концертні альбоми
- 2006 :: En concert - Y'a t'il quelqu'un ici ?

Збірки
- 2011 :: Du monde tout autour

### Сингли
- 1998 :: "Ton invitation"
- 2006 :: "Depuis toujours"
- 2011 :: "J't'emmène au vent"

### DVD
- 2006 :: Y a-t-il quelqu'un ici?!